# 托拉尔维利亚
托拉尔维利亚，是西班牙阿拉贡自治区萨拉戈萨省的一个市镇。 总面积26平方公里，总人口78人（2001年），人口密度3人/平方公里。